# Delta Road Race
El Delta Road Race (conegut anteriorment com a Tour de Delta) és una competició ciclista que es disputa als voltants de la ciutat canadenca de Delta. La competició té l'origen el 2001, amb la disputa, durant tres dies, de diferents curses en format critèrium. Des del 2013, la cursa que es corria el diumenge, canvia de format, i passa a formar part del calendari de l'UCI Amèrica Tour.
A la mateixa data es disputa una cursa femenina anomenada White Spot / Delta Road Race.

## Palmarès masculí
| Any             | Vencedor           | Segon           | Tercer          |         |
| --------------- | ------------------ | --------------- | --------------- | ------- |
| Tour de Delta   |                    |                 |                 |         |
| 2001            | Graeme Miller      |                 |                 |         |
| 2002            | Eric Wohlberg      |                 |                 |         |
| 2003            | William Frischkorn | Tyler Farrar    | Danny Pate      |         |
| 2004            | Gordon Fraser      |                 |                 |         |
| 2005            | Kirk O'Bee         | Tyler Farrar    | Gordon Fraser   |         |
| 2006            | Cameron Evans      | Kirk O'Bee      | Hilton Clarke   |         |
| 2007            | Zachary Bell       | Andrew Pinfold  | Kirk O'Bee      |         |
| 2008            | Zachary Bell       | Matthew Shriver | Andrew Pinfold  |         |
| 2009            | Ryan Anderson      | Andrew Pinfold  | Will Routley    |         |
| 2010            | David Veilleux     | Svein Tuft      | Zachary Bell    |         |
| 2011            | Andrew Pinfold     | Carlos Alzate   | Ryan Anderson   |         |
| 2012            | Steve Fisher       | Ryan Anderson   | Tommy Nankervis |         |
| 2013            | Steve Fisher       | Yannick Mayer   | Ryan Anderson   |         |
| Delta Road Race |                    |                 |                 |         |
| 2014            | Jesse Anthony      | Ryan Anderson   | Pierrick Naud   |         |
| 2015            | Eric Young         | Ryan Anderson   | Brandon Etzl    |         |
| 2016            | Ryan Roth          | Bruno Langlois  | Steve Fisher    |         |
| 2017            | John Murphy        | Ryan MacAnally  | Scott Law       |         |
| 2018            | Adam de Vos        | Kaler Marshall  | Eric Young      |         |
| 2019            | Sam Bassetti       | Kaler Marshall  | Florenz Knauer  |         |
| 2020            | suspesa            | suspesa         | suspesa         | suspesa |
| 2021            | suspesa            | suspesa         | suspesa         | suspesa |

## Palmarès femení
| Any  | Vencedor           | Segon              | Tercer             |         |
| ---- | ------------------ | ------------------ | ------------------ | ------- |
| 2011 | Jasmin Glaesser    | Karlee Gendron     | Dana Walton        |         |
| 2012 | Morgan Cabot       | Stephanie Roorda   | Kate Finegan       |         |
| 2013 | Leah Kirchmann     | Elle Anderson      | Robin Farina       |         |
| 2014 | Leah Kirchmann     | Samantha Schneider | Lauren Stephens    |         |
| 2015 | Shelley Olds       | Leah Kirchmann     | Joanne Kiesanowski |         |
| 2016 | Joëlle Numainville | Sara Bergen        | Alison Jackson     |         |
| 2017 | Kendall Ryan       | Lizzie Williams    | Holly Edmondston   |         |
| 2018 | Kendall Ryan       | Lily Williams      | Kirsti Lay         |         |
| 2019 | Alison Jackson     | Marie-Soleil Blais | Starla Teddergreen |         |
| 2020 | suspesa            | suspesa            | suspesa            | suspesa |
| 2021 | suspesa            | suspesa            | suspesa            | suspesa |